# Filippo Casoni
Filippo Casoni (nascido em 6 de março de 1733 em Sarzana, † 9 de outubro de 1811, em Roma) foi um clérigo italiano e cardeal secretário de Estado.

## Vida
Filippo Casoni era o mais velho de dois filhos do conde Leonardo Casoni e sua esposa Maddalena nasceu. Promontorio. Ele era um sobrinho-neto do cardeal Lorenzo Casoni e tio-avô de Luigi Vannicelli Casoni, que se tornou cardeal em 1839.
Casoni estudou na Universidade de La Sapienza, em Roma, os direitos e obteve um doutorado em 1767. Ele já era de 1758 camareiro do papa Clemente XIII e Presidente da Assinatura Apostólica. De 1767 a 1770 ele foi governador de Narni, então governador de Recanati até 1785.
Depois de nove anos como legado na França, ele foi em 21 de fevereiro de 1794 pelo papa Pio VI nomeado Arcebispo Titular de Perge e recebeu as ordens inferiores três meses depois. Só então, em 4 de maio de 1794, o cardeal Hyacinthe Sigismond Gerdil doou a consagração episcopal; Os co-conselheiros foram o arcebispo Ottavio Boni e o bispo Michele Di Pietro. Até 1801, Casoni era núncio apostólico na Espanha.
No consistório de 23 de fevereiro de 1801 Casoni foi por Pio VII. Para o cardeal recolhidas e recebido como um padre cardeal , a igreja titular de Santa Maria degli Angeli . O Papa o nomeou em 1806 Cardeal Secretário de Estado. Como tal, ele desempenhou um papel bastante insignificante, uma vez que o papa assumiu em grande parte a política contra Napoleão Bonaparte em si. Esta foi provavelmente a razão pela qual Casoni renunciou ao cargo em fevereiro de 1808, além de sua velhice e problemas de saúde. De 1807 a 1808 ele também foi tesoureiro do Santo Colégio dos Cardeais .
Filippo Casoni morreu em 9 de outubro de 1811 com a idade de 78 anos. Ele foi enterrado em Santa Maria in Campitelli, em Roma.

## Link Externo
- Fiche du cardinal sur le site de la FIU